# Индија
Индија (хинд. भारत; енгл. India), званично Република Индија (хинд. भारत गणराज्य, трансл. Bhārat Gaṇarājya; енгл. Republic of India), држава је у јужној Азији. Седма је држава на свету по површини своје територије, а од јуна 2023. године прва по броју становника, са око 1,4 милијарде становника и представља најмногољуднију демократију на свету. На југу излази на Индијски океан, на југозападу на Арабијско море, а на Бенгалски залив излази на југоистоку. Са Пакистаном се граничи на западу, на североистоку са Кином, Непалом и Бутаном, а на истоку са Бангладешом и Мјанмаром. У близини Индије, као острва у Индијском океану, налазе се Шри Ланка и Малдиви; поред тога, индијска острва Андамани и Никобари деле поморску границу са Тајландом и Индонезијом.
Као дом цивилизације долине Инда и област историјских трговачких путева и пространих царстава, Индијски потконтинент је током великог дела своје дуге историје био познат по свом привредном и културном богатству. Четири значајне религије — хиндуизам, будизам, ђаинизам и сикизам — су настале у Индији, док су зороастризам и аврамске религије (јудаизам, хришћанство и ислам) стигли у 1. миленијуму н. е. и значајно обликовали разнолику културу ове области. Британска источноиндијска компанија је од раног 18. века постепено преузимала власт у Индији, да би средином 19. века Индија постала колонија Уједињеног Краљевства. Након борбе за независност коју је обележио распрострањени ненасилни отпор, који је водио Махатма Ганди, Индија је постала независна држава 1947. Када је Индија стекла независност 1947. године, политика Индије је била веома турбулентна, нарочито је тај период обележила премијер Индије у два мандата Индира Ганди, која је била убијена 1984. године. Главни град је Њу Делхи, а финансијски, културни и економски центар је Мумбај или Бомбај. Службени језици са највише говорника су хинди, бенгалски језик, тамилски језик, телугу, марати и урду који говори милијарду становника Индије. Индија је позната у свету по својој храни, карију и боливудским филмовима.
Индија је република са парламентарним системом демократије и састоји се од 28 држава и 7 савезних територија. Привреда Индије је по номиналној вредности БДП шеста по величини на свету и трећа највећа по паритету куповне моћи. Индија је трећа на свету по бројности активне војске. Економске реформе које се спроводе од 1991. су омогућиле привреди ове земље статус једне од најбрже растућих привреда на свету и да се нађе међу 10 највећих економија света. Ипак, Индија и даље има проблема са сиромаштвом, неписменошћу, корупцијом, болестима и неухрањеношћу становништва. Индија поседује нуклеарно оружје и десета је земља на свету по улагањима у одбрану, поседује и свемирски програм, а прва свемирска летелица је успешно лансирана 1980. године, а први индијски астронаут је Индија послала у свемир 1984. године. Поред тога што је религијски плуралистичка, вишејезична и мултиетничка држава, Индија је дом разноврсног дивљег света у својим бројним заштићеним стаништима, као што су слон и бенгалски тигар, као и кобра, паун итд. Индија је позната по текстилној индустрији и свили, од које се прави индијски сари. Индија је држава чланица Уједињених нација, Интерпола, Црвеног крста, Г20 земаља у развоју, као и једна од оснивача Покрета несврстаних. Један је од најзначајнијих пољопривредних извозника у свету, јер је велики извозник пиринча, чаја, памука, свиле, млека, кикирики, индијског ораха, кафе, манга итд. Трећа је највећа економија у Азији, одмах после Кине и Јапана. Индија има међу највећим стопама природног прираштаја у свету и карактерише је монсунска клима са јаким сушама и поплавама са којима држава неретко има проблема.
Индија је позната у свету по својој кухињи, индијској љутој и зачињеној храни и исхрани и јелима од карија, са индијским хлебовима и пиринчем као прилози. Индијска архитектура је под знатним утицајем исламске културе, што се највише види код Таџа Махала и у могулској архитектури, као и Црвена палата у Делхију. Сикизам је једна од присутних религија и религијских пракси у Индији, као и ђаинизам. Највише културних споменика има у Агри, који су под заштитом организација као Унеско.

## Име
Своје име Индија дугује старом персијском називу реке Инд - Синду. По уставу, држава се може називати и по свом називу у хинди језику Барат (भारत). Неке групе, нарочито муслимани, користе назив Хиндустан.

## Географија

### Положај
Индија се граничи са Пакистаном на западу, на северу са Непалом, Кином и Бутаном и са Бангладешом и Мјанмаром на истоку. Површина државе износи 3.287.263 km². Она је седма по површини земља на свету.
Индијске обале, дуге преко 7000 km, запљускују Арапско море и Бенгалски залив, што су делови Индијског океана. Јужни део Индије представља, по облику троугласта, висораван Декан. На северу су широке равнице сливова река Ганг и Брамапутра. Даље ка северу су планине Хималаји. Услед огромне површине, Индија има разноврстан биљни и животињски свет, различите климатске услове и географске терене.

### Геологија и рељеф
Индија заузима највећи део Индијског потконтинента, који лежи на Индијској тектонској плочи, и део Индо-аустралијске плоче. Геолошки процес који је обликовао данашњу Индију је почео пре око 75 милиона година, када се Индијска плоча, тада део јужног суперконтинента Гондване, почела кретати на североисток због ширења морског дна на њеном југозападу и касније на југу и југоистоку. Истовремено, велика тетиска океанска кора на северу је почела да се подвлачи под Евроазијску плочу. Ови дуални процеси, вођени конвекцијом у Земљином мантлу су створили Индијски океан и изазвали да индијска континентална кора подигне Евроазију и издигне Хималаје. Одмах јужно од новонастајућих Хималаја, кретање кора је створило велики трог кои је брзо испуњен рекама ношеним седиментима и сада чини Индо-гангску низију. Одвојена од низије древним венцом Аравали лежи пустиња Тар.
Првобитна Индијска плоча је преживела као Индијско полуострво, најстарији и геолошки најстабилније део Индије, Онда се простире на север све до венаца Саптура и Виндја у цетралној Индији. Ови паралелни венци се простиру од Арапског мора у Гуџарату на западу до угљем богате висоравни Чота Нагпур у Џарканду на исток. На југу, престало полуострвско копно, висораван Декан, је окружена са запада и истока планинским венцима Западним и Источним Гатима; висораван се састоји од најстаријих стеновитих формација Индије, од којих су неки старио више од милијарду година.

### Воде
Реке у Индији су: Ганг, Коси, Гандак, Гумти, Џама, Кен, Дасан, Бетва, Синд, Чамбал, Каувери, Понојар, Пенер, Вајнганга, Тунгабхадра (уливају се у Индијски океан)

### Клима
Клима у Индији је суптропска, тропска и екваторска. На климу Индије утичу Хималаји и пустиња Тар, који утичу на топла лета и зимске монсуне.
Температура у Индији је у периоду 1901-2018 порасла за 0,7 °C. Разлог за то су климатске промене. Повлачење хималајских глечера утицало је на количину воде у рекама, укључујући Ганг и Брамапутру. По истраживањима, предвиђено је да број суша нарасте значајно до краја 21. века.

## Историја
Индија је имала значајну улогу у историји човечанства, јер је била место где се развијала једна од четири највеће старе цивилизације, центар великих трговинских путева и великих царевина. У њој су се развиле три велике религије - будизам, ламаизам и хиндуизам, а и ислам је оставио неизбрисив траг.

### Праисторија
Верује се да су анатомски модерни људи стигли у јужну Азију пре 73–55.000 година, иако су најстарији аутентични људски остаци датирани у период од пре 30.000 година. 
Најстарији докази људске активности у Индији, цртежи на стенама из каменог доба из скоро истих временских периода је пронађена у многим деловима Индијског потконтинента, а међу њима су је и археолошки локалитет Бимбетка у Мадја Прадешу. Око 7.000. п. н. е. прва позната неолитска насеља се појављују на потконтиненту у Мергару и другим локалитетима у западном Пакистану. Она су се постепено развиле у цивилизације долине Инда, прву урбану културу у јужној Азији; Култура је цветала у периоду од 2500–1900. п. н. е. у Пакистану и западној Индији. Културе Инда су градиле градове од опеке са канализационом мрежом и широким улицама. Највећи градови су били Харапа, Мохењо Даро, Долавира и Калибанган. Цивилизација се бавила на занатство и раширену трговину.

### Античка Индија
Током периода од 2000-500. п. н. е. у погледу културе многи области потконтинента су прелазили од бакарног ка гвозденом добу. Веде, најстарији свети текстови хиндуизма, су написане у овом периоду, а историчари сматрају да припадају ведским културама у Панџабу и горњој Ганској низији. Већина историчара сматра да овај период обухвата неколико таласа Индоаријевских сеоба на потконтинент са северозапада, из централне Азије. Индоаријевци су уништили индске градове и преузела доминацију. Главни историјски извор за то доба су Веде, збирка четири књиге, и зато Индију од 1400. до 550. п. н. е. зовемо „ведска Индија“. Хиндуизам се развија из ведске културе. Мале племенске јединице између Инда и Ганга су постепено прерасле у монархије. Кад су настале државе, народ је из полуномадства прешао на пољопривреду, а друштво се раслојило на четири касте. Кастински систем је створио хијерархију брамана (свештеника), ратника и слободних сељака, али није обухватио домородачко становништво које је сматрано нечистима, На Декану археолошки докази из овог периода наговештавају постојање система владавине више родова. У јужној Индији, напредак ка седелачком начину живота наговештава велики број мегалитских споменика датираних у овај период, као и оближњи трагови пољопривреде, резервоара за наводњавање и традиције занатства.
У првом миленијуму постојало је мноштво краљевина у Индији. У касном ведском периоду, око 5. века пре нове ере, мале државе Гангске низије и северозападних региона су се консолидовале у 16 великих олигархија и монархија које су познате као махаџанападе. Све већа урбанизација, верске реформе и ортодоксије из овог периода су створиле и хетеродоксне верске покрете, од којих су два постала засебне религије. Будизам, заснован на учењима Готаме Буде, је привукао следбенике из свих друштвених слојева осим класе; праћење Будиног живота је било од кључне важности на почецима забележене историје у Индији. Ђаинизам је добио на значају за живота Махавире, свог најзначајнијег исповедника. У добу све већег богаћења градова, обе религије су наглашавале одрицање као идеал, и обе су успоставиле дуготрајне традиције монаштва. На сјеверу је од тих држава велики допринос индијској културној баштини дала Мауријска династија До 3. века пре нове ере, краљевство Магада је анектирало или смањило друге државе и основало Мауријско царство. Некада се мислило да је ово царство контролисало већи део потконтинента осим крајњег југа, али сада се мисли да су његови основни региони били одвојени великим аутономним областима. Мауријски краљеви су познати по изградњу свог краљевства и управљању јавним животом, као и по Ашокином одбацивању милитаризма и упорним заступањем будистичке Дарме.
Сангамска књижевност на тамилском језику открива да су, између 200. п. н. е. и 200. н. е., јужним делом потконтинента владале династије Чалукја, Чера, Чола, Кадамба и Пандја, које се интензивно трговале са Римским царством и западном и југоисточном Азијом. Од године 180. п. н. е., биљежи се серија инвазија из средње Азије. То је довело до стварања Кушанског краљевства, као и целог низа Индо-грчких, индо-скитских и индо-партских краљевина на северу Индијског потконтинента. Од 3. века династија Гупта је владала у периоду који се често назива Златним добом Индије. До 4. и 5. века, Гупта царство у Гангској низији је развило сложени систем управе и опорезивања који је постао модел за каснија индијска краљевства. У северној Индији хиндуизам је учврстио патријархатску контролу над породицом, што је довело до све већег потчињавања жена. За време Гупти, обновљени хиндуизам се заснивао на више на посвећености него на ритуалима. Обнова се огледала у процвату вајарства и архитектуре, које су покровитеље нашле међу градском елитом. Класична санксритска књижевност је такође цветала, а индијска наука, индијска астрономија, индијска медицина и математика су такође начиниле значајне напретке.

### Средњовековна Индија
Рани средњевековни период историје Индије, од 600. до 1200, су обележила регионална краљевства и културне разноликости. Када је цар Харша, који је владао велики делом Инго-гангске низије од 606. до 647, покушао да прошири своју државу на југ, поразио га чалукшки владар Декана. Када је његов наследник покушао да се прошири према истоку, поразио га је палашки краљ Бенгала. Када су Чалаукје покушале да се прошири на југ, поразиле су их Палаве, које су заузврат биле супротстављене Пандјама и Чолама још јужније. Ниједан владар из овог периода није био у стању да створи царство и чврсто контролише много територије изван свог матичног региона. Током овог периода пастирски народи који су протерани са свог земљишта да би се отворио пут растућој земљорадничкој економији, су се придодати кастинском систему, као нова нетрадиционалне владајућа класа. Кастински системи су од тада почели да показују регионалне разлике.
У 6. и 7. веку, први химне о посвећености су настале на тамилском језику. Оне су опонашане широм Индије и довеле су, како до препорода хиндуизма, тако и до развој свих модерних језика потконтинента. Индијско племство, велико и мало, и храмови чији су они били покровитељи, привлачили су у великом броју становништво у главне градове, који су постали и економски центри. Градови са храмовима разних величина су почели да се појављују свуда, па је Индија доживела још једну урбанизацију. До 8. и 9. века, њени ефекти су осетили у југоисточној Азији, како су се култура јужне Индије и њени политички системи извозили у земље које су постале делови данашњих држава Мјанмар, Тајланд, Лаос, Камбоџа, Вијетнам, Филипини, Малезија и Индонезија. Индијски трговци, научници, и понекад војске су били укључене у овај пренос. Житељи југоисточне Азије су преузели иницијативу, а многи су долазили у Индију ради образовања и преводили су будистичке и хиндуистичке текстове на своје језике.
Након 10. века муслимански номадски кланови централне Азије, који су се ослањали на брзу коњицу и организовање огромних војски уједињени по етничкој припадности и вероисповести, су у више наврата прегазили северозападне равнице јужне Азије, што је довело на крају до успостављања исламског Делхијског султаната 1206. Султанат је владао већим делом северне Индије, и да више пута је покушао да се прошири на југ. Иако је у почетку био непријатељски настројен према индијској елити, султанат у великој мери оставио огромном немуслиманском становништва да практикује сопствене законе и обичаје. Захваљујући узастопним одбијањима монголских пљачкаша у 13. веку, султанат је спасао Индију од разарања какву су доживела западна и средња Азија, због чега су уследиле вишевековне миграције одбеглих војника, учених људи, мистика, трговаца, уметника и занатлија из тих региона на Индијски потконтинент, чиме је на северу створена синкретичка исламско-индијска култура. Напади Делхијског султаната и слабљење регионалних краљевстава јужне Индије утрли су пут за аутохтоно Виџајанагара царство. Пошто је прихватило јаку шиваистичку традицију и створило јаку војску, царство је загосподарило великим делом полуострвске Индије и утицало је на индијско друштво дуго након тога.

### Нововековна Индија
Почетком 16. века северна Индија, пошто је углавном била под муслиманским владарима, је поново пала због супериорне покретљивости и ватрене моћи нове генерације ратника из централне Азије. Новонастало Могулско царство није искоренило локалне друштва којима је овладало, већ је балансирало и умирило их преко нове административне праксе и разнолике владајуће елите. То је довело до систематизованије, централизованије и униформније владавине. Избегавањем племенских веза и исламског идентитета, посебно за време Ахбара Великог, Могули су ујединили своје далеке поседе кроз оданост (изражена кроз персијанизовану културу) цару који је имао скоро божански статус. Економска политика могулске државе, која је највише приходе убирала од пољопривреде и наложила да се порези плаћају у добро регулисаном сребрном новцу, подстицала је сељаке и занатлије да уђу на већа тржишта. Релативни мир које је царство одржавало током већег дела 17. века је био фактор у економској експанзији Индије, која је за последицу имало веће покровитељство за сликарство, књижевне форме и архитектуру. Нове кохерентне социјалне групе у северној и западној Индији, као што су Марате, Раџпути и Сики, су добили војне и државничке амбиције током могулске владавине, које, кроз сарадњу или у кризама, давало им како признање тако и војно искуство. Ширење трговине током могулско владавине довело је до појаве нове индијске трговачке и политичке елите дуж обале јужне и источне Индије. Како се царство распадало, многи међу овим елитама су могли да траже и контролишу своје послове.
Средином другог миленијума, неколико европских држава, укључујући Португалију, Низоземску републику, Француску и Велику Британију, које су испочетка биле заинтересоване само за трговину, искористиле су расцепканост подручја и размирице међу краљевствима како би успоставиле своје колоније. До почетка 18. века, када је линија између трговачке и политичке доминације избледела, велики број европских трговачких компанија, укључујући и енглеску Источноиндијску компанију, је оснивао приобалне испоставе. Контрола Источноиндијске компаније над морима, већа средства и напреднија војна обука и технологија су довеле до раста њене војне моћи и да буде привлачна делу индијске елите; оба ова фактора су била од пресудног значаја у омогућавању компанији да стекне контролу над регионом Бенгала до 1765. и засени остале европске компаније. Њен даљи приступ богатствима Бенгала и потоње повећање снаге и величина њене војске јој је омогућило да анектира или потчини највећи део Индије до 1820-их. Индија од тада више није извозила готове производе као што је дуго чинила, већ је уместо тога снабдевала сировинама Британску империју, и многи историчари сматрају ово почетком колонијалног периода Индије. До тог времена, како је економска моћ Источноиндијске компаније озбиљно умањена одлукама британског парламента и она сама фактички претворена у продужену руку британске администрације, Компанија је почела да свесније улази у неекономске области, као што су образовање, социјалне реформе и култура.

### Модерна Индија
Историчари сматрају да је модерно доба Индије почело између 1848. и 1885. Именовање лорда Далхузија за генералног гувернера Источноиндијске компаније је у основи поставило сцену за промене есенцијалне за модерну државу. У ово је спадало учвршћивање и демаркације суверенитета, надзор становништва и образовање његових становника. Технолошке промене, а међу њима железница, канали и телеграф, су уведени недуго по њиховом увођењу у Европи. Међутим, незадовољство Компанијом је такође расло у ово време, што је 1857. довело до Индијске побуне. Подстакнута разним озлојеђеностима и схватањима, међу којима су нападне друштвене реформе у британском стилу, тешки порези на земљиште, и третманом неких богатих земљопоседника и принчева, побуна је захватила многе регионе северне и централне Индије и уздрмала темеље Компаније. Мада је побуна угушена 1858, она је довела до укидања Источноиндијске компаније и директне управе над Индијом од стране британске владе. Како су увели унитарну државу и постепено и ограничено парламентарни систем у британском стилу, нови владари су такође заштитили причеве и племство као феудалну заштиту од будућих немира. Велика Британија је прогласила Индијско царство 1877, под својим монархом као сувереном. Француска и Португалија су задржале своје мање колонијалне испоставе. У следећим деценијама јавни живот се појавио свуда широм Индије, што је на крају довело до оснивања Индијског националног конгреса 1885.
Налет технологије и комерцијализација пољопривреде у другој половини 19. века су били обележени економским назадовањем; много малих фармера је постало зависно од прохтева далеких тржишта. Такође се десио пораст броја глади великих размера, и, упркос ризицима развоја инфраструктуре који су сносили индијски порески обвезници, мало радних места у индустрији је отворено за Индијце. Било је и позитивних ефеката: комерцијално узгајање прехрамбених биљака, нарочито у тек каналисаном Пенџабу, је довело до повећања производње хране за унутрашњу потрошњу. Железничка мрежа је обезбедио испомоћ при великој глади, пошто је смањило трошкове преношења, и помогла индустрији у индијском власништву у њеном повоју. После Првог светског рата, у ком је служило неколико милиона Индијаца,  почео је нови период. Он је био обележен британским реформама, али и репресивним законодавством, појачаним захтевима за индијске самоуправе, и почетком ненасиланног покрета несарадње, чији је Махатма Ганди постао вођа и трајни симбол, па се често назива Оцем нације. Током 1930-их година Британци су дозволили спору законодавну реформу, a Индијски национални конгрес је односио победе на потоњим изборима. Следећа деценија је била оптерећена кризама: индијским учешћем у Другом светском рату, коначним притиском Конгреса за несарадњу и порастом муслиманског национализма. Све ово је крунисано добијањем независности 1947, али је ублажено поделом Индије у две државе: Индију и Пакистан.

### Независност
Од виталне важности за индијски сопствену слику као независне државе је био њен устав, усвојен 1950. који је дефинисао државу као секуларну и демократску републику.. У следећих 60 година Индија има мешовити низ успеха и неуспеха.
После 1947, Индија је спроводила социјалистичку планску привреду. Била је један од оснивача Покрета несврстаних и Уједињених нација. Међутим, Ганди није успео да заустави верски сукоби између хиндуса и муслимана. Гранични спор око Кашмира и други проблеми су разлогом за сталну напетост између две земље, која је у три наврата прерасла у отворени рат - 1947-48, 1965. и 1971. године. Она такође водили рат да освоји Гоа, португалску луку и град који није био део Индије до 1961. Индија је такође 1962. водила краћи неуспешни погранични рат са Кином. То је било разлог да Индија 1970-их започне са радом на властитом нуклеарном оружју. Индија је извршила нуклеарне пробе 1974. и 1998.
Због своје етничке и верске шароликости, као и огромних социјалних разлога, Индију ендемски погађа политичка нестабилност, штрајкови, демонстрације, нереди и тероризам. Упркос томе Индија је успела да очува демократски систем са грађанским слободама и углавном независном штампом, а последњих година је предузела и низ далекосежних економских и других реформи којима је циљ искористити огромне људске потенцијале у сврху постизања статуса светске економске, политичке и војне силе. Економска либерализација, која је почела 1990ух, је створила урбану средњу класу и преобразила Индију у једну од најбрже растућих економија у свету и повећала њен геополитички утицај. Међутим, Индију дуго мучи наизглед нерешиво сиромаштво, како и на селу и тако и у градовима, верско насиље и насиље због кастинског наслеђа, побуна маоистичких наксалита, сепаратизам у Џаму и Кашмиру и северној Индији. Индија такође има нерешене територијалне спорове са Кином и Пакистаном. Индијско-пакистанско нуклеарно ривалство је имало врхунац 1998..
Индија је данас једна од чланица групе БРИКС, УН, Г20 индустријски развијених земаља a од 2015. године пуноправна чланица у Шангајској организацији за сарадњу.

## Административна подела
По уставу Индије, она је суверена, социјалистичка, секуларна и демократска република. Индија има федерално државно уређење са дводомним парламентом.
Административно, Индија се дели на двадесет и осам држава и осам територија. Све оне се даље деле на дистрикте.
| 1. Андра Прадеш    | 10. Мадја Прадеш | 19. Сиким          | 28. Џаму и Кашмир       |
| 2. Аруначал Прадеш | 11. Манипур      | 20. Тамил Наду     | 29. Џарканд             |
| 3. Асам            | 12. Махараштра   | 21. Телангана      | А. Андамани и Никобари  |
| 4. Бихар           | 13. Мегалаја     | 22. Трипура        | Б. Дадра и Нагар Хавели |
| 5. Гоа             | 14. Мизорам      | 23. Утараканд      | В. Даман и Дију         |
| 6. Гуџарат         | 15. Нагаланд     | 24. Утар Прадеш    | Г. Делхи (НТГГ)         |
| 7. Западни Бенгал  | 16. Одиша        | 25. Харајана       | Д. Лакадиви             |
| 8. Карнатака       | 17. Панџаб       | 26. Химачал Прадеш | Ђ. Пудушери             |
| 9. Керала          | 18. Раџастан     | 27. Чатисгар       | Е. Чандигар             |

| Државе     | Државе                                    | Државе     | Државе | Државе                              | Државе     |
| №          | Држава                                    | Бр. дистр. | №      | Држава                              | Бр. дистр. |
| ---------- | ----------------------------------------- | ---------- | ------ | ----------------------------------- | ---------- |
| 1          | Андра Прадеш                              | 13         | 15     | Нагаланд                            | 8          |
| 2          | Аруначал Прадеш                           | 15         | 16     | Одиша                               | 30         |
| 3          | Асам                                      | 23         | 17     | Панџаб                              | 19         |
| 4          | Бихар                                     | 37         | 18     | Раџастан                            | 32         |
| 5          | Гоа                                       | 2          | 19     | Сиким                               | 4          |
| 6          | Гуџарат                                   | 25         | 20     | Тамил Наду                          | 30         |
| 7          | Западни Бенгал                            | 18         | 21     | Телангана                           | 31         |
| 8          | Карнатака                                 | 27         | 22     | Трипура                             | 4          |
| 9          | Керала                                    | 14         | 23     | Утараканд                           | 13         |
| 10         | Мадја Прадеш                              | 48         | 24     | Утар Прадеш                         | 70         |
| 11         | Манипур                                   | 9          | 25     | Харајана                            | 19         |
| 12         | Махараштра                                | 35         | 26     | Химачал Прадеш                      | 12         |
| 13         | Мегалаја                                  | 7          | 27     | Чатисгар                            | 16         |
| 14         | Мизорам                                   | 8          | 29     | Џарканд                             | 22         |
| Територије |                                           |            |        |                                     |            |
| №          | Територија                                | Бр. дистр. | №      | Територија                          | Бр. дистр. |
| А          | Андамани и Никобари                       | 2          | Б, В   | Дадра и Нагар Хавели и Даман и Дију | 2          |
| 28         | Ладак                                     | 2          | Д      | Лакадиви                            | 1          |
| Г          | Национална територија главног града Делхи | 9          | Ђ      | Пудушери                            | 4          |
| 28         | Џаму и Кашмир                             | 20         | Е      | Чандигар                            | 1          |

## Привреда
Према подацима ММФ-а у 2013. години номинални бруто друштвени производ Индије био је 1.842 милијарде америчких долара, што ову земљу сврстава на једанаесто место у свету, док је БДП мерен према паритету куповне моћи износио 4.962 милијарде долара а индијску привреду чини трећом највећом у свету. Туризам у Индији је веома лукративан и у развоју је у последњих 30 година и милиони људи туриста посети Индију, Гоа са својим плажама и летовалиштима, а острва Андамани и Никобари су такође посећени као туристичке дестинације због летовалишта. Агра, Таџ Махал, Њу Делхи, Делхи и Мумбај су веома посећени од стране милиона туриста. Са просечном годишњом стопом раста БДП од 5,8% током протекле две деценије Индија се сврстала међу најбрже растуће економије света. Међутим, гледајући висину номиналног БДП-а по становнику Индија је на 140. месту, док је по висини БДП према паритету куповне моћи на 129. месту у свету. До 1991. све индијске владе следиле су политику протекционизма подстакнути социјалистичким виђењем привреде. Обимне државе интервенције и регулисање тржишта значајно су изоловали индијску од других економија. Проблеми са платним билансом из 1991. присилили су индијске власти да либерализује своју привреду; од тада се она постепено креће ка потпуно отвореном тржишту придавајући значај спољној трговини и приливу директних страних инвестиција. Економска политика током последње две деценије је углавном капиталистичка. Индија је члан Светске трговинске организације од 1. јануара 1995.
Са 486,6 милиона радника 2011. године Индија се сврстала на другом месту у свету по бројности радне снаге. Услужни сектор остварује 55,6% БДП-а, индустрија 26,3%, док пољопривреда доприноси друштвеном производу са 18,1%. Међу најважније пољопривредне производе спадају пиринач, пшеница, биљно уље, памук, јута, чај, шећерна трска, и кромпир. Најразвијеније привредне гране су производња текстила, хемијских производа, лекова, хране, челика, аутомобила, машина, софтвера, телекомуникације, рударство, петрохемија, биотехнологија, и производња цемента. Удео извоза у БДП-у Индије је 2006. износио 24%, што је значајно повећање у односу на 1985. када је био 6%. Удео индијске у целокупној светској трговини 2008. износио је 1,68%. Индија је 2011. била десети по увозу и деветнаести по извозу добара и услуга на свету. Највише извози петрохемијске производе, текстил, драгуље, софтвер, белу технику, хемијске производе, и производе од коже. Највише увози сирову нафту, машине, драго камење, ђубриво, и хемијске производе. Између 2001. и 2011. удео петрохемијских производа и беле технике, у извозу је повећан са 14 на 42 процента.
Захваљујући просечној стопи раста БДП-а од 7,5%, током неколико година пре 2007, у Индији су више него удвостручене дневнице у првој деценији 21. века. Од 1985. око 431 милион Индијаца је изашао из сиромаштва а процењује се да ће средњу класу у Индији до 2030. чинити 580 милиона људи. Индија је 2010. била на 51. месту по глобалној конкурентности, 17. по тржишној креативности, 24. у области банкарства, 44. у пословној креативности, и 39. у иновативности, што ју је сврстало испред неких развијених привреда. У Индији се налази седам од петнаест највећих светских компанија у области информационих технологија које се баве outsourcing-ом, што је Индију 2009. сврстало на друго место иза САД.
Индија има најбрже растући сектор телекомуникација на свету. Током 2010. и 2011. Индија је добила 227 милиона нових корисника телекомуникационих услуга, а у првом тромесечју 2013. престигла је Јапан и постала треће по величини тржиште паметних телефона после Кине и САД.

## Становништво
На основу података прелиминарног пописа становништва из 2011. Индија има 1.210.193.422 становника по чему је на другом месту у свету. У раздобљу између 2001. и 2011. годишњи прираст становништва је износио 1,76%, што представља смањење у односу претходну деценију (1991—2001) када је био 2,13%. Однос мушкараца и жена је 1000 према 940. Први попис спроведен после стицања независности спроведен је 1951. и тада је евидентирано 361,1 милион људи. Напредак медицине и повећање пољопривредне производње током последњих педесет година допринело је убрзаном расту становништва Индије. Очекивани животни век у Индији је 71,5 година за жене и 68,7 година за мушкарце. На 100.000 становника долази 93 лекара. Иако је број Индијаца који живе у градовима порастао за 31,2% између 1991. и 2001. и даље више од 70% људи живи на селу Према резултатима пописа из 2001. у Индији постоји 27 градова са више од милион становника; међу њима су Делхи, Мумбај, Колката, Ченај, Бангалор, Хајдерабад, Ахмедабад и Пуна, као највеће агломерације у Индији. Стопа писмености је 2011. износила 74,04%: 65,46% за жене и 82,14% за мушкарце. Савезна држава Индије, Керала има највећу стопу писмености од 93,91%; док је у Бихару најмања и износи 63,82%.
Индо-аријским језицима говори 74% а дравидским језицима 24% становништва. Поред језика из ове две породице у Индији се говоре и аустроазијски и тибетско-бурмански језици. Индија нема службени језик на државном нивоу. Хинди језик има највише говорника и службени је језик владе. Енглески се веома користи у привреди и администрацији и има статус помоћног службеног језика; важан је у образовању, посебно у средњим школама и на факултетима. Свака савезна држава или територија има један или више службених језика а уставом је признат 21 језик као службени. Уставом Индије признато је 212 племенских заједница које чине 7,5% становништва земље.
Најбројнија религија у Индији је хиндуизам који имао више од 800 милиона следбеника (79,8% становништва); следи ислам са 14,2%, хришћанство са 2,3%; сикизам са 1,7; будизам са 0,7%; џаинизам са 0,36%; јудаизам, зороастризам, и бахаизам. Индија је трећа земља на свету по броју муслимана, такође држава са највећим бројем муслимана који нису већина.

### Највећи градови
| Највећи градови у Индији Извор: | Највећи градови у Индији Извор: | Највећи градови у Индији Извор: | Највећи градови у Индији Извор: | Највећи градови у Индији Извор: | Највећи градови у Индији Извор: | Највећи градови у Индији Извор: | Највећи градови у Индији Извор: | Највећи градови у Индији Извор: | Највећи градови у Индији Извор: |
|                                 | №                               | Град                            | Држава/територија               | Популација                      | №                               | Град                            | Држава/територија               | Популација                      |                                 |
| ------------------------------- | ------------------------------- | ------------------------------- | ------------------------------- | ------------------------------- | ------------------------------- | ------------------------------- | ------------------------------- | ------------------------------- | ------------------------------- |
| Мумбај Делхи                    | 1.                              | Мумбај                          | Махараштра                      | 12.478.447                      | 11.                             | Лакнау                          | Утар Прадеш                     | 2.815.601                       | Бангалор Хајдерабад             |
| Мумбај Делхи                    | 2.                              | Делхи                           | Делхи                           | 11.007.835                      | 12.                             | Канпур                          | Утар Прадеш                     | 2.767.031                       | Бангалор Хајдерабад             |
| Мумбај Делхи                    | 3.                              | Бангалор                        | Карнатака                       | 8.425.970                       | 13.                             | Нагпур                          | Махараштра                      | 2.405.421                       | Бангалор Хајдерабад             |
| Мумбај Делхи                    | 4.                              | Хајдерабад                      | Андра Прадеш                    | 6.809.970                       | 14.                             | Индор                           | Мадја Прадеш                    | 1.960.631                       | Бангалор Хајдерабад             |
| Мумбај Делхи                    | 5.                              | Ахмедабад                       | Гуџарат                         | 5.570.585                       | 15.                             | Тане                            | Махараштра                      | 1.818.872                       | Бангалор Хајдерабад             |
| Мумбај Делхи                    | 6.                              | Ченај                           | Тамил Наду                      | 4.681.087                       | 16.                             | Бопал                           | Мадја Прадеш                    | 1.795.648                       | Бангалор Хајдерабад             |
| Мумбај Делхи                    | 7.                              | Колката                         | Западни Бенгал                  | 4.486.679                       | 17.                             | Визагапатнам                    | Андра Прадеш                    | 1.730.320                       | Бангалор Хајдерабад             |
| Мумбај Делхи                    | 8.                              | Сурат                           | Гуџарат                         | 4.462.002                       | 18.                             | Пимпри-Чинчвад                  | Махараштра                      | 1.729.359                       | Бангалор Хајдерабад             |
| Мумбај Делхи                    | 9.                              | Пуна                            | Махараштра                      | 3.115.431                       | 19.                             | Патна                           | Бихар                           | 1.683.200                       | Бангалор Хајдерабад             |
| Мумбај Делхи                    | 10.                             | Џајпур                          | Раџастан                        | 3.073.350                       | 20.                             | Вадодара                        | Гуџарат                         | 1.666.703                       | Бангалор Хајдерабад             |

## Култура
Индијски културни период, протеже се на више од 4500 година. Током ведског периода (1700—500. године нове ере) постављени су темељи индијске културе, филозофије, митологије и књижевности. Положена су бројна уверења и праксе које постоје и дан данас, као што су карма, јога, ајурведа, вегетаријанска и веганска исхрана. Индија је позната по својом бројном религијском различитошћу. Ту се налазе хиндуизам, те га као главна религија следе такође и будизам, ислам и хришћанство.

### Уметност и архитектура
Велики део историјске архитектуре, укључујући и Таџ Махал (на слици), те остала дела могулске архитектуре, изврстан су пример спајање древне културе са увезеним стилом. Индија је позната по највећој филмској индустрији на свету, која се зове Боливуд у којој се сними и до 2000 филмова годишње, због брзе и релативно ниских трошкова филмске продукције у поређењу са Холивудом у САД. Најпознатији индијски писац је Рабиндранат Тагор, а већина индијских глумаца игра и глуми у боливудским филмовима који се углавном снимају на хинди, бенгалском и на енглеском језику. Познати индијски глумци за које се чуло и у свету су Ајшварија Рај, Фрида Пинто, Сонам Капур, Пријанка Чопра, Сону Суд, Сидхарт Малхотра, Арџун Рампал, Пунит Раџкумар, Варун Дхаван, Дипика Падуконе и други глумци. Индија је позната и по плесу, као и по фестивалима и празницима као Дивали.